# Restrepiopsis
Restrepiopsis es un género que tiene asignada 21 especies de orquídeas, de la tribu Epidendreae perteneciente a la familia (Orchidaceae). 
El nombre del género se refiere a que es parecido a Restrepia, en cuanto a las brácteas foliares que son idénticas al género anterior.

## Hábitat
Se encuentran desde Centroamérica hasta Venezuela y Bolivia.

## Descripción
Es un género de plantas epífitas. Vegetativamente  está relacionado con el género Restrepia pero caracterizado por su solitaria flor membranosa muy similar a las de Octomeria y Pleurothallis excepto por el número de polinias que es de cuatro. Tienen los pétalos más pequeños que Octomeria. La inflorescencia da una simple flor sucesivamente como en Restrepia y se alza lateralmente cerca del ápice del ramicaul sin anillo. Los sépalos laterales son usualmente libres pero a veces se conectan al labio que usualmente tiene un de lóbulos basales como en Octomeria.

## Especies
El género contiene 21 especies.
| - Restrepiopsis bicallosa Luer & R. Escobar (1978) - Restrepiopsis carnosa Luer & R.Vasquez (1983) - Restrepiopsis clausa Luer & R. Escobar (1978) - Restrepiopsis grandiflora (Garay) Luer (1978) - Restrepiopsis inaequalis Luer & R. Escobar (1991) - Restrepiopsis insons Luer & R. Escobar (1982) - Restrepiopsis lehmannii Luer (1991) - Restrepiopsis microptera (Schltr.) Luer (1978) - Restrepiopsis monetalis (Luer) Luer (1982) - Restrepiopsis mulderae Luer (1991) - Restrepiopsis niesseniae Luer (2000) | - Restrepiopsis norae (Garay & Dunst.) Luer (1978) - Restrepiopsis pandurata Luer (1991) - Restrepiopsis powersii Luer (1978) - Restrepiopsis pulchella Luer (1983) - Restrepiopsis reichenbachiana (Endres ex Rchb.f.) Luer (1981) - Restrepiopsis striata Luer & R. Escobar (1983) - Restrepiopsis trilobata (Pabst) Luer (1981) - Restrepiopsis tubulosa (Lindl.) Luer (1978) - Restrepiopsis ujarensis (Rchb.f.) Luer (1978) - Restrepiopsis viridula (Lindl.) Luer (1978) |